# Mistaken Identity (singolo Delta Goodrem)
Mistaken Identity è una canzone pop scritta e prodotta da Billy Mann e Delta Goodrem per il secondo album della cantautrice australiana, Mistaken Identity (2004). È stata pubblicata come secondo singolo dell'album il 14 gennaio 2005.